# Pneumatopteris pennigera
Pneumatopteris pennigera är en kärrbräkenväxtart som först beskrevs av Georg Forster, och fick sitt nu gällande namn av Holtt. Pneumatopteris pennigera ingår i släktet Pneumatopteris och familjen Thelypteridaceae. Inga underarter finns listade.